# Boukum

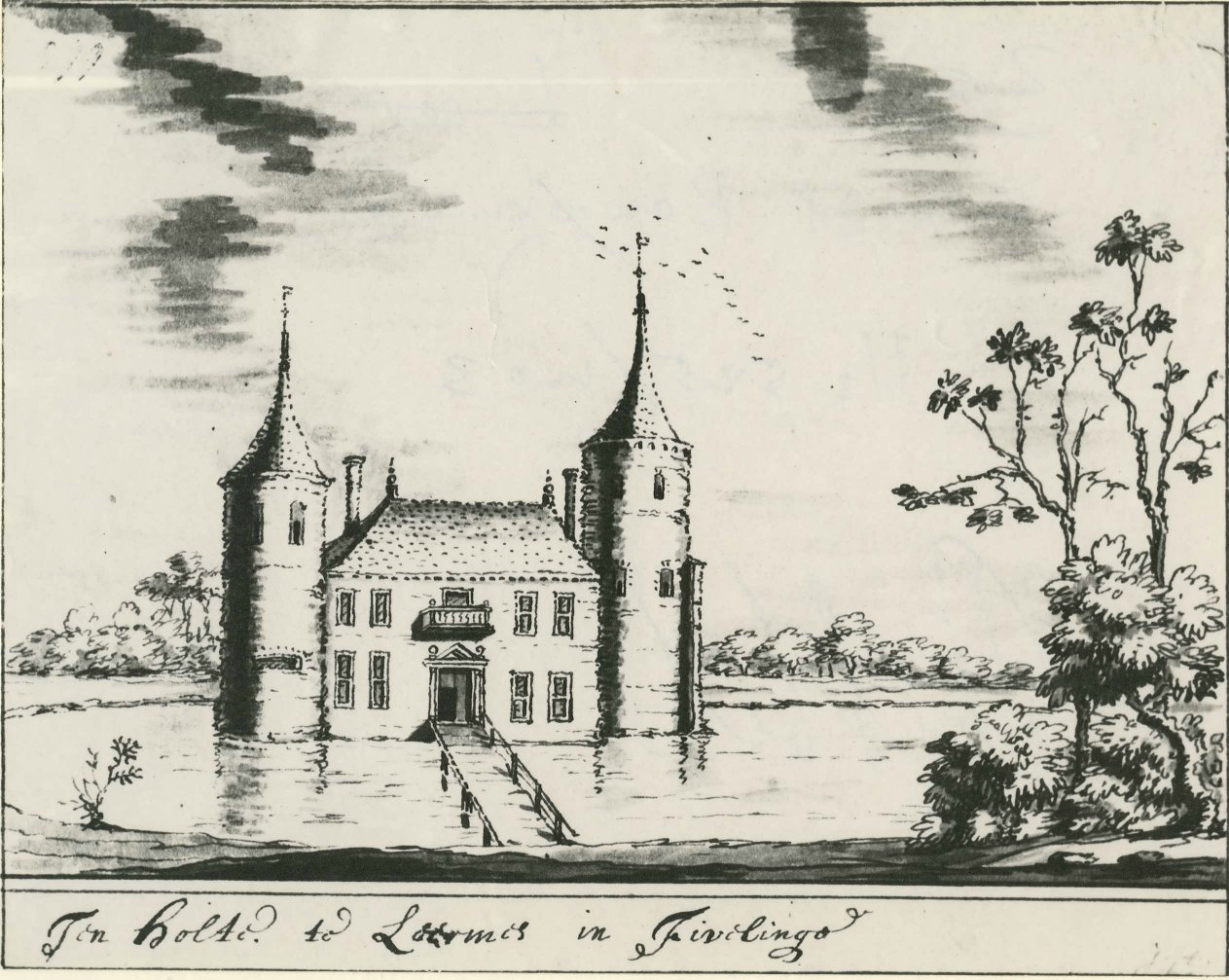
De borg Boukum rond 1650. Tekening (kopie) van Stellingwerff uit ca. 1700.

Boukum(a) of Bau(c)kum was een borg ten oosten van het dorp Zeerijp in de Nederlandse provincie Groningen. De borg lag op de plaats van boerderij Boukemaheert (Boukumaheerd) aan de Tolweg 6, iets ten oosten van het Zeerijpstermaar.

## Geschiedenis
Vermoed wordt dat het huis ontstond als een steenhuis in de 13e of 14e eeuw en in de 15e eeuw is uitgebouwd tot een bouwwerk met rond hoektorens.
In 1436 komt voor het eerst een Boukemaheerd voor in een oorkonde. Het is echter niet duidelijk of het gaat om dezelfde heerd. In 1514 gaat het echter wel met zekerheid om Boukum als ene Doke Sickinghe de Boukumaheerd en de Eelsumheerd verkoopt aan zijn zwager Rolof ten Holte. Zijn zoon Johan ten Holte was eigenaar van beide heerden in 1529. Hij was in 1534 verantwoordelijk voor de gevangenneming van anabaptist Harm Schoemaker, die zichzelf in 't Zandt tot 'messias' en 'God de Vader' had uitgeroepen. Na de dood van Johan ten Holte (of een nazaat genaamd Johan) erfde Writzer ten Holte (waarschijnlijk zijn zoon) in 1569 bij een boedelscheiding de Boukumaheerd. Johan ten Holte was Staatsgezind, maar Writzer was Spaansgezind. Zo was hij in 1585 aanwezig bij het begrafenismaal van Johan de Mepsche. Bij de reductie liep hij echter over naar de Staatse zijde. Ook wordt zijn naam genoemd in een gedenksteen in de toren van de Jacobuskerk, wat erop duidt dat hij waarschijnlijk heeft meebetaald aan de restauratie daarvan. Na zijn dood in 1613 erfde zijn zoon Johan de borg Bouckuma. Vóór 1641 verliet de familie de borg en in de decennia erna is onduidelijk of er bewoning plaatsvond. De borg kwam in 1641 in handen van de aangetrouwde familie Ompteda, waarvan borgvrouwe Elteke pas na de dood van haar man Herman Ompteda in 1669 weer op de borg ging wonen. Na de dood van Elteke in 1677 moet de borg zijn afgebroken, want deze komt daarna nergens meer in oorkonden voor. In 1690 verkocht Elteke's zoon Fecko (die op Ompteda woonde) de 'plaats' Boukema aan Edzard Rengers. Boukema was toen enkel nog een boerderij, die al in 1666 in gebruik was bij een beklemde meier. In 1730 en 1745 is overigens sprake van twee behuizingen op de 'plaats'. In 1748 was de toenmalige meier Jan Clasen Nieboer een van de leidende figuren bij het Pachtersoproer. Na zijn dood in 1783 werd de boerderij publiekelijk verkocht. De familie Bosman die de boerderij vervolgens bewoonde stamt in vrouwelijke lijn af van Klaas Roelfs Boukema, die in 1827 overleed. In 1942 werd de toenmalige kop-hals-rompboerderij afgebroken en vervangen door een nieuwe boerderij, waarin in de achtergevel van de schuur een gevelsteen met het wapen van de familie Ten Holte is ingemetseld. In 1993 verkochten de Bosmans de boerderij.

## Middeleeuwse oven
In 1995 werd bij opgravingen het restant van een oven aangetroffen, waarop het jaar erop een oven van 6 meter bij 2,6 meter en 1,2 meter hoog werd blootgelegd. Volgens betrokken amateurarcheologen gaat het om een waarschijnlijk 13e-eeuwse veldoven (steenoven). Anderen denken dat het ook een kalkoven, glasoven of een bakoven kan zijn geweest. De vondst was de belangrijkste aanzet tot de oprichting van een Archeologisch Informatiepunt in de Jacobuskerk in 2006.